# Notolabrus tetricus
 Notolabrus tetricus és una espècie de peix de la família dels làbrids i de l'ordre dels perciformes.

## Morfologia
Els mascles poden assolir els 50 cm de longitud total.

## Distribució geogràfica
Es troba a Austràlia: des de Nova Gal·les del Sud fins a Austràlia Meridional, incloent-hi Tasmània.